# Cacho Buenaventura
Luis Eduardo Buenaventura (Cruz del Eje, Córdoba, Argentina; 7 de abril de 1956), más conocido como Cacho Buenaventura, es un actor, cantante y humorista argentino.

## Carrera
Nació y fue criado en Cruz del Eje, en el noroeste de la Provincia de Córdoba. Humorista por naturaleza comenzó en su ciudad natal actuando a los 14 años en los actos del colegio, improvisando notas en su guitarra, siempre con un tono de humor y simplicidad. Su padre era ferroviario y su madre Doña Blanca, española de origen, ama de casa.
Además de su país, hizo giras por Estados Unidos, Canadá y España. Ya de grande, perteneció a la camada de los fundadores del buen humor cordobés junto con El Negro Álvarez, Flaco Pailos, Sapo Cativa, Chichilo Viale, Mario Sánchez y El Chango Juárez, entre otros. Ha sido comparado por el cómico Carlos Sánchez como «el Luis Landriscina del año 2000 pero con mucho más humor».
Es dueño de un humor particular y atrapante que lo transforma en uno de los humoristas favoritos para eventos como los festivales de Jesús María y Cosquín.
Con las compañías discográficas Típica Records y Microfon editó varios discos de humor.
En cine participó en la película Papeles en el viento del 2014, junto con Diego Peretti, Pablo Echarri, Pablo Rago y Diego Torres, con dirección de Juan Taratuto.
En televisión participó de ciclos como Café fashión conducido por Fernando Siro, Beatriz Salomón y Ginette Reynal, Hola Susana, Videomatch, entre otros.
En 1995 se realizó un homenaje por el 25.º aniversario de su carrera con la música del cantante Jairo.
Pasó por momentos delicados de salud tras sufrir un infarto y cuatro cuadros de pancreatitis.
En el 2015 tuvo su etapa política al postularse junto al dirigente de la coalición Frente para la Victoria, Eduardo Accastello, para las elecciones generales de ese año como vicegobernador de dicho movimiento.

## Filmografía
- 2014: Papeles en el viento.

## Televisión
- 2014: Peligro sin codificar, invitado especial.
- 2012: La biblia y el calefón, invitado especial.
- 2007: Susana Giménez
- 2001: El Club de la Comedia.
- 1999-2001: El humor de Café Fashion.
- 1999-2000: Videomatch.
- 1990-2000: Hola Susana.

## Teatro
- Cachito mío.
- Cacho Buenaventura Show.
- Cacho Buenaventura: En defensa propia.
- Una Eva y dos salames, con El Negro Álvarez y Andrea Frigerio.

## Discografía
Los siguientes son los álbumes en los que participó el artista:
- El grito de mi corazón.
- Cachomanías.
- Cacho Buenaventura Pista 1 y Pista 2.
- El Humor Cordobés con El Negro Álvarez y Cacho Buenaventura.
- No te mueras nunca
- Cacho Buenaventura: Diplomado en humor
- El humor de mi país
- Cuenteando
- Cacho Buenaventura: Humor en defensa propia.
- Argentina canta

## Premios
En el 2011 recibió junto a El Negro Álvarez el Premio Carlos de oro.